# U級潜水艦 (イギリス海軍)
U級潜水艦（Uきゅうせんすいかん、U-class submarine）、公式には戦時緊急計画1940および1941年・短船体型（War Emergency 1940 and 1941 programmes, short hull）は、第二次世界大戦直前から戦中にかけて49隻が建造されたイギリス海軍の小型潜水艦。1番艦アンダイン（HMS Undine）の名にちなんで、アンダイン級とも呼ばれる。

## 設計と開発
排水量約630トンのこれらの小型潜水艦は当初、非武装の練習潜水艦として老朽化しつつあったH級潜水艦を代替し、対潜水艦戦訓練において標的役をつとめることを意図したものであった。
最初の3隻、すなわちアンダイン（HMS Undine, N48）、ユニティ（HMS Unity, N66）、アーシュラ（HMS Ursula、N59）は、1936年に発注され、建造中の改正で艦首に内装式魚雷発射管4門および外装式魚雷発射管2門を装備することになった。アンダインおよびユニティを除く全艦は、3インチ（76ミリ）砲1門を装備したが、砲手用のハッチがなかったため、砲手は司令塔のメインハッチから出入りしなければならなかった。
戦争が迫るにつれ、12隻がさらに発注されたが、外装式発射管を備えるのは、ユニーク（HMS Unique, N95）、アプホルダー（HMS Upholder, N99）、アップライト（HMS Upright, N89）、アットモスト（HMS Utmost, N19）の4隻のみとされ、後に建造された艦には外装式発射管は省略された。外装式発射管は大きな艦首波を生じさせ、潜望鏡深度での深度維持を困難にしたためである。
魚雷発射管を備えたU級は、北海やとりわけ地中海のような閉水域において有用な戦闘艦であることを示した。第3グループとしてさらに34隻が1940年から1941年にかけて発注され、これらは第2グループと同じ設計だったがさらに流線型の船型とするために5フィート艦体が延長された。
全49隻のうち2隻を除く全ての艦は、ヴィッカース・アームストロングで建造された。例外は、アンパイア（HMS Umpire, N82）およびウナ（HMS Una, N87）で、これらはチャタム工廠で建造された。U級の機関部はパックスマンのディーゼルエンジン（出力615馬力/460キロワット）と電気モーター（825馬力/615キロワット）からなり、これらにより水上で11.25ノット（時速21キロメートル）、水中で10ノット（時速19キロメートル）の速力を発揮した。従来の単品の手製エンジンではなく市販の既製品のエンジンを搭載するのは本級の技術的な革新点であり、エンジン含めU級の潜水艦同士であらゆる部品が供用可能であった。

## 戦歴
建造された艦のほとんどは、マルタ島を根拠地とする第10潜水戦隊で任務に就いた。戦争中に19隻が失われ、そのうち13隻は地中海で、残りは北海および大西洋で失われた。加えて、アンテームド（HMS Untamed, P58）は1943年5月に沈没し、後に引き上げられて再生され、ヴァイタリティ（HMS  Vitality）として再就役した。1941年からは数隻がソ連や自由フランス海軍、その他の連合国の海軍に移管された。U級の設計は、大戦後期にV級潜水艦に発展した。

## 艦名一覧

### 第1グループ

第1グループの艦影

U級最初の3隻は、1937年に進水し、1938年後半に就役した。当初、訓練用潜水艦として設計されたU級だが、その設計は、海軍省が設計を拡大し、敵国の海上輸送にいっそう効果的に脅威を与えられるように攻撃能力を改善するのに充分なものであった。しかしながら、戦後まで生き延びたのはアーシュラのみであった。
- アンダイン（HMS Undine, N48） - 1940年1月7日にドイツ海軍掃海トローラー（英語版）M1201、M1204、M1207の攻撃を受け損傷。浮上して乗員が投降後沈没した。
- ユニティ（HMS Unity, N66） - 1940年4月29日、ブライス（英語版）沖でノルウェー船アトル・ヤールと衝突し沈没。
- アーシュラ（英語版）（HMS Ursula, N59） - 1944年にソ連海軍のV-4となる。返還後、1950年解体。

### 第2グループ

第2グループの艦影

U級第2グループは12隻からなり、第1グループの3隻と同一の設計である。しかし、多くは深度保持能力を改善する改正を受けている。第2グループにはとりわけ著名になった数隻の艦が含まれている。アーキン（HMS Urchin, N97）はポーランド海軍に譲渡され、ソコル（ORP Sokół）として大きな戦果をあげた。もっとも有名なのは、アプホルダー（HMS Upholder, N99）で、全就役期間にわたってデイヴィッド・ワンクリン少佐が指揮をとっていた。ウォンクリンは、1941年5月25日、厳重に護衛された輸送船団を襲撃し、イタリアの客船「コンテ・ロッソ」を撃沈した功績によりヴィクトリア十字章を授与された。地中海における16ヶ月の作戦行動中に、アプホルダーは24回の哨戒に出撃し、合計93,031総トンの枢軸国艦船を沈めたとされる。これら艦船の中には、潜水艦2隻（トリチェコ、アミラリオ・サイント＝ボン）、駆逐艦1隻（リベッチオ）、輸送船9隻等の艦艇が含まれる。しかしながら、第2グループの艦の喪失は多く、戦後まで生き延びたのは3隻に過ぎない。

#### 1939年9月4日発注艦
- アンパイア（英語版）（HMS Umpire, N82） - 	1941年7月19日、ノーフォーク沖でトローラーピーター・ヘンドリクスと衝突し沈没。
- ウナ（英語版）（HMS Una, N87） - 1949年解体。
- アンビーテン（英語版）（HMS Unbeaten, N93）- 1942年11月11日、ビスケー湾上においてイギリス空軍機の誤爆で沈没。
- アンドーンテッド（HMS Undaunted, N55） - 1941年5月1日以降行方不明。触雷沈没と推定。
- ユニオン（HMS Union, N56） - 1941年7月20日にイタリア海軍の水雷艇チルチェよって撃沈。
- ユニーク（英語版）（HMS Unique, N95） - 1942年10月9日以降行方不明。
- アプホルダー（HMS Upholder, N99） - 1942年4月10日以降行方不明。1942年4月14日にイタリア海軍水雷艇ペガソ（英語版）によって撃沈されたと推定されている。前述のとおり、艦長マルコム・ウォンクリン少佐指揮のもとで24回の哨戒において4隻の軍艦を含む93,031総トンの敵艦船を撃沈する活躍を残した。
- アップライト（HMS Upright, N89） - 1946年解体。
- アーチン（英語版）（HMS Urchin, N97） - 1941年にポーランド海軍へ移管され、ソコル（ORP Sokół）となる。1945年に返還後、翌年イギリス海軍で再就役。1949年解体。
- アージ（HMS Urge, N17） - 1942年4月27日にマルタを出航直後に触雷沈没。2019年に船体が発見された。
- アスク（HMS Usk, N65） - 1941年4月19日にマルタを出航後行方不明。1941年4月25日以降に触雷沈没と推定。
- アットモスト（英語版）（HMS Utmost, N19） - 1942年11月25日にイタリア海軍の水雷艇グロッポ（イタリア語版）によって撃沈。

### 第3グループ

第3グループの艦影

第3グループの34隻は3度に分けて発注された。喪失は依然として多かった。1940年6月の決定により、非常に多くの潜水艦が発注されることを見越して、潜水艦を命名する慣行は省略され、これらの潜水艦は当初、艦名を与えられる代わりにP31からP39、P41からP49といったように識別された。1942年の終わりに、チャーチルは、すべての潜水艦が艦名を与えられるべき旨を個人的に命じたが、公式に艦名を与えられる前にすでに8隻がイギリス海軍では失われていた。また、数隻は連合国の海軍で任務に就いており、戦後も引き続き各国にとどまった。ノルウェー海軍のウーレド（HNoMS Uredd）は触雷により喪失した。戦争を生き延びたU級潜水艦は、1950年代にスクラップ処分された。

#### 1940年3月11日発注艦
10隻は1940年3月11日、1940年度計画のもとで発注された。
- アップロア（英語版）（HMS Uproar, P31） - 当初艦名アルスウォーター（HMS Ulleswater）から改名。1946年解体。
- P32（HMS P32） - 1941年8月18日に触雷沈没。
- P33（HMS P33） - 1941年8月6日にマルタを出航後行方不明。触雷と推定。本艦の行方不明者には、後の第一海軍卿ジョン・カニンガム（英語版）の息子であるリチャード・カニンガム大尉も含まれていた。
- アルティメイタム（英語版）（HMS Ultimatum, P34） - 1949年解体。
- アンブラ（英語版）（HMS Umbra, P35） - 1946年解体。
- P36（英語版）（HMS P36） - 1942年4月1日、マルタ港内で空襲を受け沈没。1958年に浮揚後、沖合に海没処分。
- アンベンディング（英語版）（HMS Unbending, P37） - 1950年解体。
- P38（HMS P38） - 1942年2月25日にイタリア海軍の水雷艇チルチェなどによって撃沈。
- P39（英語版）（HMS P39） - 1943年に空襲で全損と判定。1954年解体。
- ウーレド（英語版）（ノルウェー海軍、HNoMS Uredd, P41） - 当初、イギリス海軍のP41（HMS P41）として建造されていたが、進水後にノルウェー海軍へ移管された。1942年2月10日に触雷沈没したと考えられており、1985年に船体が発見された。

#### 1940年8月23日発注艦
12隻は1940年8月23日、1940年度計画のもとで発注された。
- アンブロークン（HMS Unbroken, P42） - 1942年のペデスタル作戦ではイタリア海軍重巡洋艦ボルツァーノ及び軽巡洋艦ムツィオ・アッテンドーロを大破させるなど活躍。1944年にソ連海軍のV-2となる。返還後、1950年解体。
- ユニゾン（英語版）（HMS Unison, P43） - 1944年にソ連海軍のV-3となる。返還後、1950年解体。
- ユナイテッド（英語版）（HMS United, P44） - 1946年解体。
- アンライバルド（英語版）（HMS Unrivalled, P45） - 1946年解体。
- アンラッフルド（英語版）（HMS Unruffled, P46） - 1946年解体。
- P47（英語版）（HMS P47） - 完成前にオランダ海軍に移管され、ドルフィン（HNLMS Dolfijn）となる。1952年解体。
- P48（HMS P48） - 1942年12月23日以降行方不明。1942年12月25日にイタリア海軍の水雷艇アルデンテ（イタリア語版）に撃沈されたと考えられている。
- アンルーリー（英語版）（HMS Unruly, P49） - 1946年解体。
- アンシーン（英語版）（HMS Unseen, P51） - 1949年解体。
- ジーク（英語版）（ポーランド海軍、ORP Dzik） - イギリス海軍のP52（HMS P52）として建造後、1942年にポーランド海軍に移管。1947年に返還後、今度はデンマーク海軍のスプリンゲレン（HDMS Springeren）となる。1958年解体。
- アルトア（英語版）（HMS Ultor, P53） - 1946年解体。
- アンシェイクン（英語版）（HMS Unshaken, P54） - 1946年解体。

#### 1941年7月12日発注艦
1941年度計画のもとで、1941年7月12日に最後の12隻が発注された。
- アンスペアリング（英語版）（HMS Unsparing, P55） - 1946年解体。
- ユーザーパー（英語版）（HMS Usurper, P56） - 1943年10月3日、ドイツ海軍のUJ-2208に撃沈されたと考えられている。
- ユニヴァーサル（英語版）（HMS Universal, P57） - 1946年解体。
- アンテームド（英語版）（HMS Untamed, P58） - 1943年5月30日に事故で沈没。1943年7月5日に引き揚げ後、ヴァイタリティ（HMS Vitality）として再就役。1946年解体。
- アンタイアリング（英語版）（HMS Untiring, P59） - 1945年にギリシャ海軍のザイフィアス（HS Xifias）として移管。返還後、1957年に標的艦として処分。
- ヴァランジャン（英語版）（HMS Varangian, P61） - 1949年解体。
- ユーゼル（英語版）（HMS Uther, P62） - 1950年解体。
- アンサーヴィング（英語版）（HMS Unswerving, P63） - 1949年解体。
- ヴァンダル（英語版）（HMS Vandal, P64） - 1943年2月24日に事故で沈没。就役後わずか4日目のことであり、イギリス海軍潜水艦で最短の就役期間となった。1994年に船体が発見された。
- アップスタート（英語版）（HMS Upstart, P65） - 1945年にギリシャ海軍のアンフィトリティ（HS Amphitriti）として移管。返還後、1959年に標的艦として処分。
- ウーラ（英語版）（ノルウェー海軍、HNoMS Ula, 1943） - 当初はイギリス海軍のヴァーン（HMS Varne）として建造。オランダ海軍にハーイ（HNLMS Haai）として引き渡されるはずだったが、予定していた乗員を乗せた輸送船が撃沈されたため、代わってノルウェー海軍に引き渡された。ノルウェー海軍では大西洋の連合軍潜水艦で最大の戦果を挙げ、1965年の解体まで運用された。
- キュリー（英語版）（FFS Curie） - 当初はイギリス海軍のヴォックス（HMS Vox）として建造。就役と同時に自由フランス海軍に引き渡され、キュリー（FFS Curie）となる。1946年返還後、再度ヴォックスに復した後1949年解体。

最終グループの数隻は、艦名がUではなくVから始まっている。しかしながら、最後の2隻はノルウェーおよびフランスへの移管の際に遡及的に改名されたものであり、これらの艦名は新しいV級潜水艦に割り当てなおされた。

## イギリス海軍以外での就役
イギリス海軍と同様に、数隻のU級潜水艦が連合国に譲渡された。

### ソビエト海軍
- V-2（旧アンブロークン）
- V-3（旧ユニゾン）
- V-4（旧アーシュラ）

### ノルウェー海軍
- ウーレド（HNoMS Uredd , P-41，旧P41)
- ウーラ（HNoMS Ula, 旧Varne)

### ポーランド海軍
- ジーク（ORP Dzik, 旧P52）
- ソコル（ORP Sokół, 旧アーチン）

### 自由フランス海軍
- キュリー（FFS Curie, P67, 旧ヴォックス）

### オランダ海軍
- ドーフィン（HNMS Dolfijn, 旧P47）